# ضفدع سينترولين اليكس
ضفدع سينترولين اليكس Centrolene ilex، من فصيلة ضفدع الزجاج، ويشتهر باسم ضفدع الزجاج الشبح، وذلك بسبب لون عينيه الغريب.